# 穆斯特拉
58°14′06″N 25°51′47″E / 58.23500°N 25.86306°E

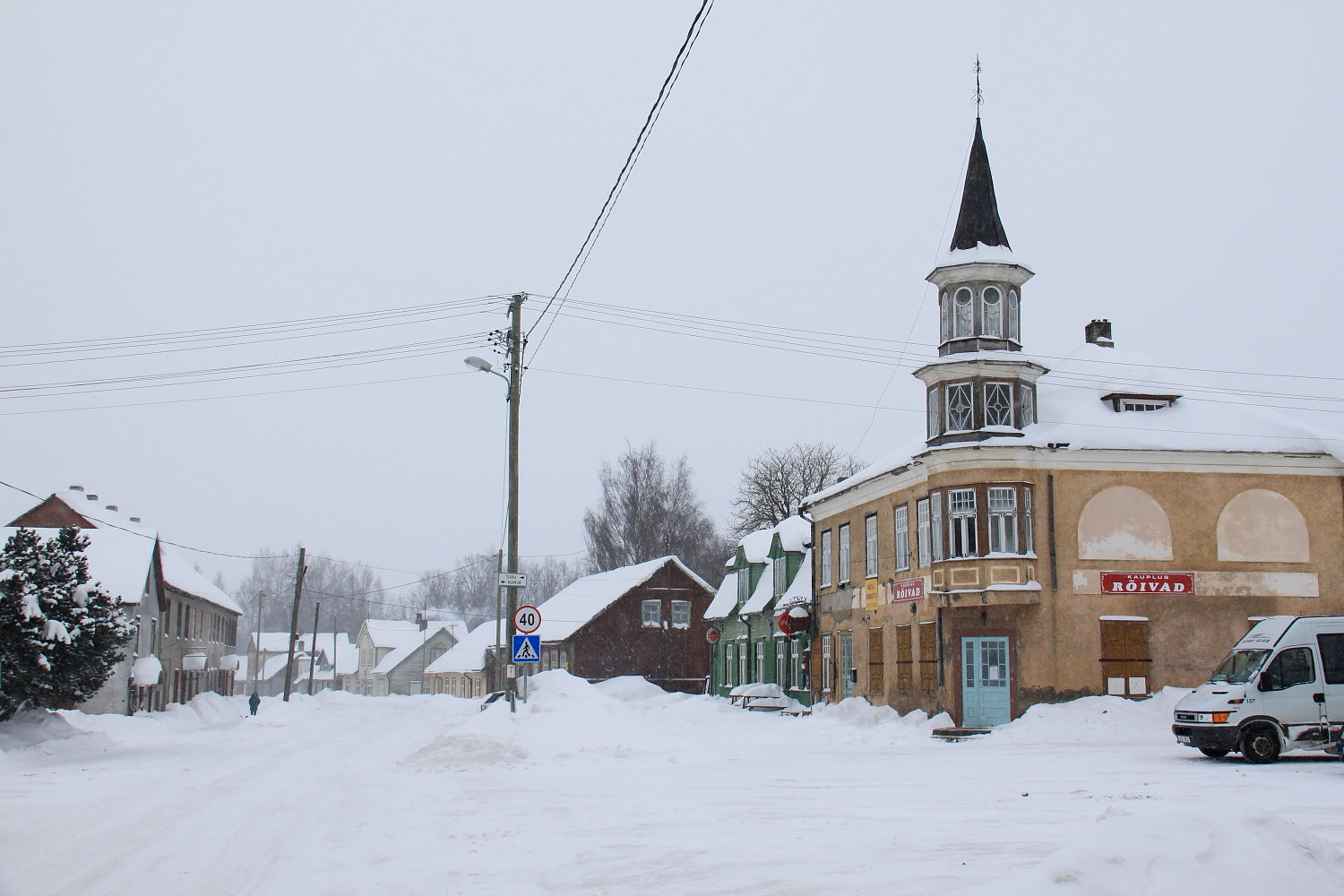
穆斯特拉冬季市容

穆斯特拉，是愛沙尼亞維爾揚迪縣维尔扬迪市镇的小鎮，位於該國南部，曾是原塔爾瓦斯圖市镇的行政中心，處於維爾揚迪以南150公里，海拔高度63米，2011年該小鎮人口818。